# Neophaenis tullia
Neophaenis tullia är en fjärilsart som beskrevs av Stoll 1782. Neophaenis tullia ingår i släktet Neophaenis och familjen nattflyn. Inga underarter finns listade i Catalogue of Life.

## Bildgalleri

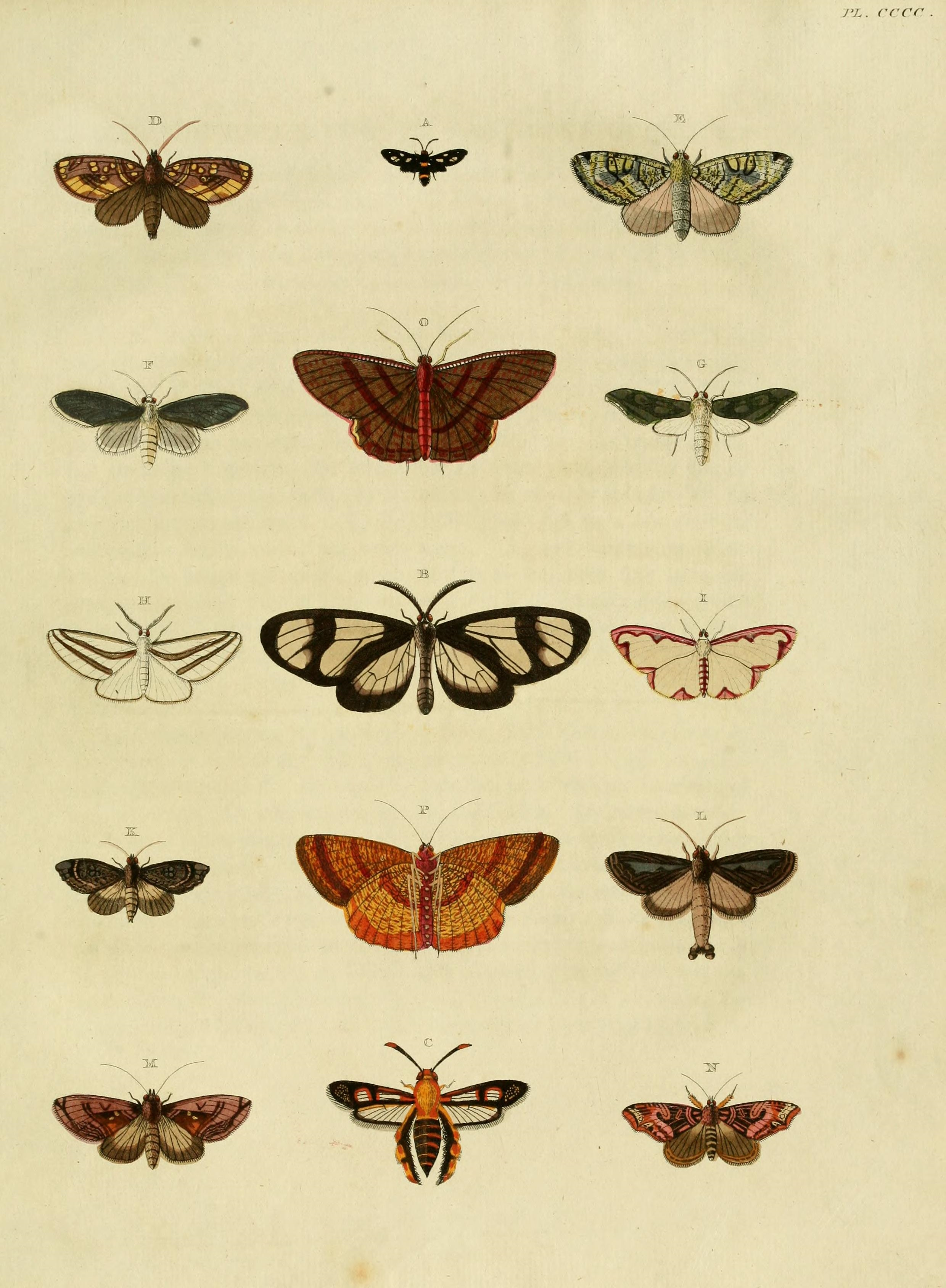